# Escondo mis ojos al sol
Escondo mis ojos al sol es el segundo álbum de estudio de la carrera solista de Nito Mestre, publicado a mediados del 1983. Es un álbum realizado en colaboración con Mercedes Sosa y Carlos Tribuzi, un ilustre desconocido que ha hecho muchas de las canciones de solista de Nito. También cuenta con la colaboración de "Mono" Fontana en la canción Si te encuentro aquí en mi puerta y de Luis Alberto Spinetta en la parte musical de De tanto hablar y andar. El disco además contiene una versión de Alto en la torre, publicada originalmente en el álbum Confesiones de invierno de Sui Generis.
Su autor dijo: "Luis me dio la música para que yo componga la letra, luego el Mono Fontana tocó e hizo todos los arreglos"
A pesar de la gran emoción que contiene este álbum, no tuvo mucha acogida, tal vez opacado por 20/10, el álbum que lo precedió en 1981, considerado la obra maestra de Nito en toda su carrera musical.
| N.º | Nombre                                   | Escrita por:               | Duración |
| --- | ---------------------------------------- | -------------------------- | -------- |
| 1   | Esperando crecer                         | Nito Mestre                | 3:23     |
| 2   | Si te encuentro aquí en mi puerta        | Mono Fontana/Nito Mestre   | 3:57     |
| 3   | Como aliento de vida                     | Nito Mestre                | 5:42     |
| 4   | Quiero ser parte de tu amor              | Quique Sinesi              | 4:29     |
| 5   | Te recuerdo Amanda                       | Víctor Jara                | 7:34     |
| 6   | Escondo mis ojos al sol                  | Carlos Tribuzi/Nito Mestre | 4:29     |
| 7   | De aquello que sé                        | Ivan Lins                  | 3:58     |
| 8   | La colina de la vida (con Mercedes Sosa) | León Gieco                 | 3:54     |
| 9   | De tanto hablar y andar                  | Spinetta/Nito Mestre       | 4:36     |
| 10  | Alto en la torre                         | Charly García              | 5:19     |
|     |                                          |                            | 47:21    |